# 김천택
김천택(金天澤, 1680년대 말(추정) ~ ? ) 조선 영조 때의 가인(歌人)이다. 평민 출신이며, 호는 남파(南派)이다. 조선 숙종 때 포교(捕校)를 지냈다. 창곡(唱曲)과 음률, 시조를 잘 지어서 《청구영언(靑丘永言)》을 편찬했다. 그는 김수장과 함께, 경정산(敬亭山) 가단(歌壇)에서 후진을 양성했고, 시조의 정리와 발달에 크게 공헌했다.